# Budynek przy ulicy Fredry 2/4 w Toruniu
Budynek przy ulicy Fredry 2/4 w Toruniu – dom bliźniaczy położony przy ul. Fredry 2/4 na Bydgoskim Przedmieściu w Toruniu. Został on zbudowany w latach 1914–1915 roku według projektu Ericha Jerusalema. Pierwszym właścicielem budynku był rajca budowlany Karl Kleefeld. W okresie międzywojennym mieściło się w nim mieszkanie służbowe wojewody, mieszkali w nim również Maria Dekowska, lekarz Leo Przeworski, architekt Zygmunt Knothe (1938). Po II wojnie światowej w budynku ulokowano przychodnię lekarską. Figuruje w gminnej ewidencji zabytków (nr 874).